# Dicranomyia altitarsis
Dicranomyia altitarsis är en tvåvingeart som först beskrevs av Edwards 1927.  Dicranomyia altitarsis ingår i släktet Dicranomyia och familjen småharkrankar.
Artens utbredningsområde är Vanuatu. Inga underarter finns listade i Catalogue of Life.